# Chariessa ramicornis
Chariessa ramicornis là một loài bọ cánh cứng thuộc họ Cleridae. Loài này được Perty năm Spix & Martius miêu tả khoa học đầu tiên năm 1830.